# Haag am Hausruck
Haag am Hausruck – gmina targowa w Austrii, w kraju związkowym Górna Austria, w powiecie Grieskirchen. Liczy 2 168 mieszkańców.